# 雨ヶ森
雨ヶ森（あめがもり）は、高知県吾川郡仁淀川町にあり、四国山地中南部に座する標高1,390.1mの山である。
石鎚山系の南へ少し離れた独立峰で、地元の人々には信仰の山であるがゆえ神聖な神の森で、天の森が転訛したのが山名の由来と想像される。なお、岩柄集落の上部には小さいながら足立の滝や双龍の滝がある。また、岩柄地区の入口にある岩伽羅神社は山頂に祀られていたが、山頂から半時間ほど下った岩屋に遷宮、その後、現在地に遷宮、いわゆる降臨したという。

## 登山
雨ヶ森には3つのルートの登山道がある。
- 岩柄ルート
  - 岩柄集落から登るのが一般的で登山道も整備されていて、村の上部に駐車スペースもある。急登で上級者向き[3]。
- 椿山ルート
  - 起伏に富む尾根沿いの登山道で眺望が良い[3]。
- 樫山ルート
  - 東側からのアプローチとして県立自然公園安居渓谷のバンガロー群の上にある樫山集会所から登るコースもある。初心者向きでブナ林を通る[3]。

## ギャラリー

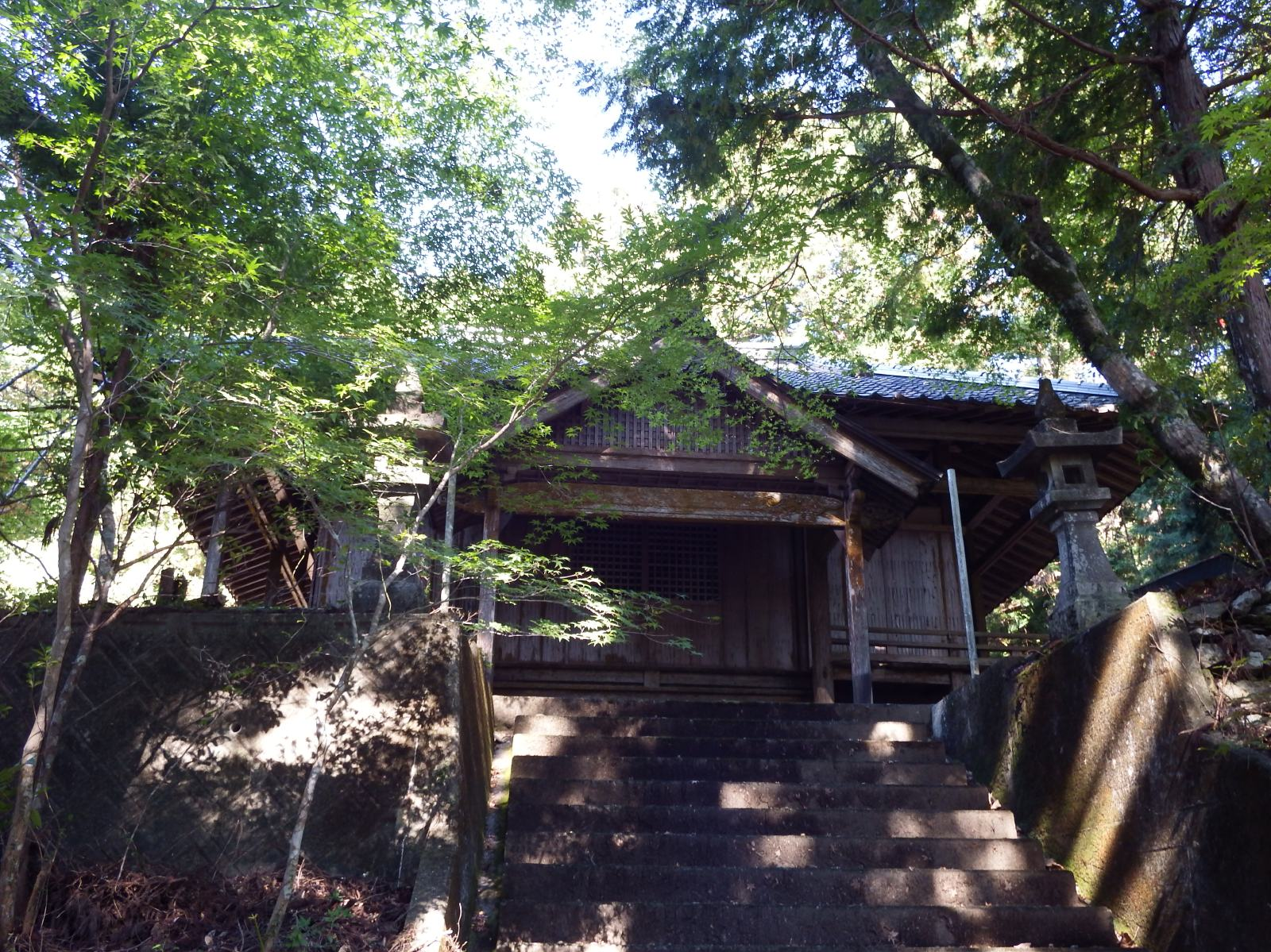
岩伽羅神社
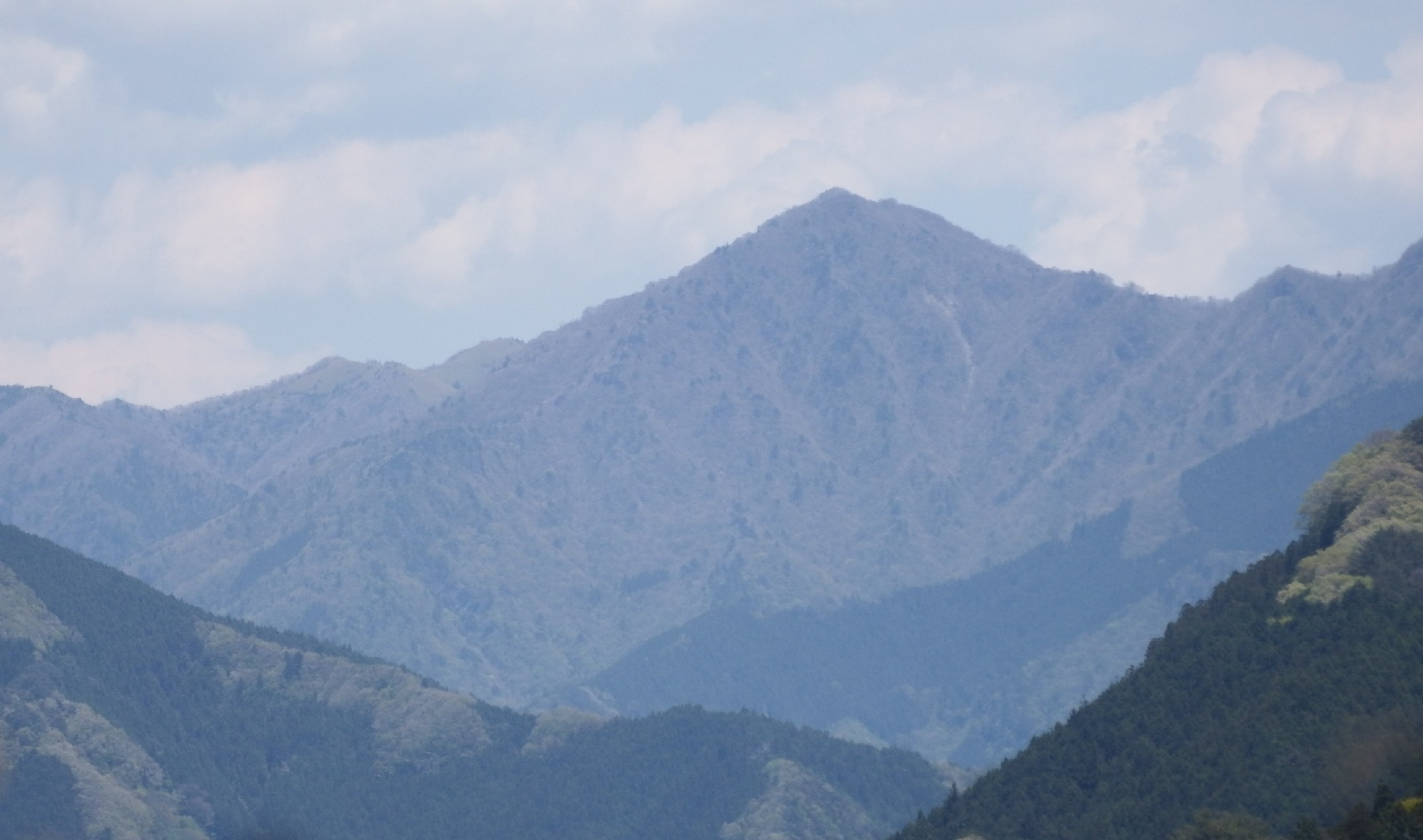
岩屋寺奥之院白山権現より